# Собор Святых Петра и Павла (Нант)
Собор святых Петра и Павла в Нанте — кафедральный собор Нантской епархии, крупнейшая готическая церковь исторической Бретани и одна из крупнейших во всей Франции, всего на 6 м ниже Собора Парижской Богоматери, а по высоте нефа под сводами превосходит его. В 1862 году собор включён в реестр исторических памятников Франции.

## История

### Первые сооружения
Нынешний собор, строившийся 457 лет (с 1434 по 1891 год) — четвёртая церковь на этом месте; ему предшествовала раннехристианская римская часовня в Намнете (III век), собор VI века и собор в романском стиле XI века.
Основателем первой часовни, где почитались реликвии (гвозди от креста) св. апостола Петра, считается первый нантский епископ Святой Клэр. Собор VI века был освящён при епископе Феликсе I. В плане эта базилика была крестообразной, подобно соборам в Туре и Амьене. Около 1080 года, в святительство Бенедикта Корнуайского, был построен романский собор, от которого до наших дней дошла крипта и несколько капителей колонн.

### Строительство

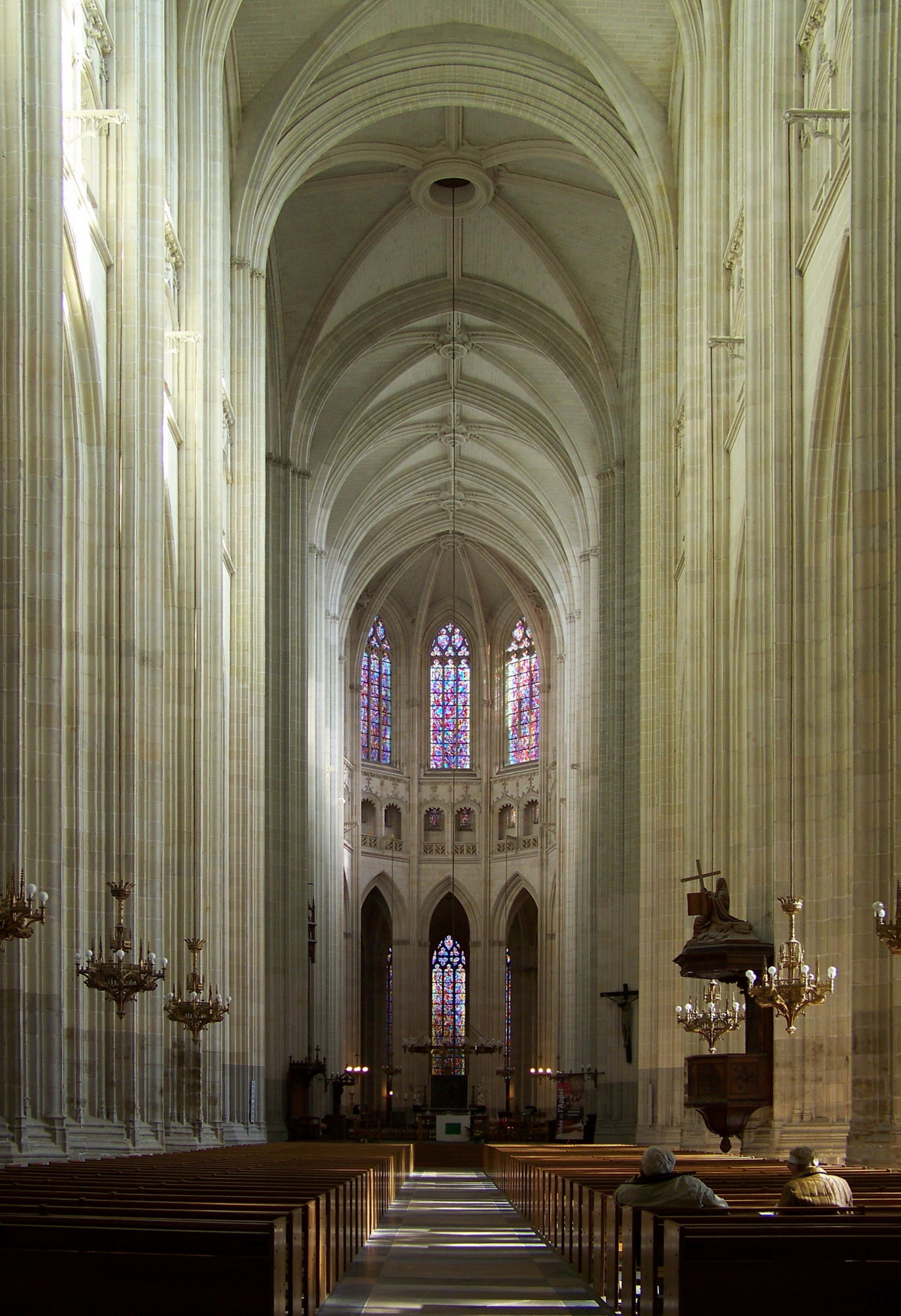
Интерьер нефа

Современный собор начали строить в XV веке зодчие Гийом де Даммартен и Матюрен Родье под руководством герцога Бретани Жана VI. Замысел собора, как и строительство собора Святого Корентина в Кемпере, был призван подтвердить легитимность Жана VI после Войны за бретонское наследство. 14 апреля 1434 года епископ Жан де Малеструа заложил первый камень собора. Как многие готические церкви, Нантский собор вырос не после сноса романского предшественника, а постепенно «поглощая» его в ходе перестраивания.
Главный портал закончен к 1481 году и использовался для торжественных входов герцогов, а затем и французских королей. Башни собора были завершены к 1508 году, готический свод нефа и аркбутаны — только в XVII веке, апсиды — в XIX. 14 декабря 1891 года всё строение наконец было освящено епископом Лекоком.

### События
В 843 году нантский епископ Гунтард был убит в соборе вместе со своей паствой викингами во время норманнского набега.
26 октября 1440 года, вскоре после начала строительства современного собора, в нём перед казнью покаялся маршал Франции Жиль де Рэ, вошедший в историю как Синяя Борода.
В главный портал собора входил Генрих IV, прибывший в город для подписания Нантского эдикта в 1598 году.
5 сентября 1661 года на площади перед собором (фр.) д'Артаньян по приказу Людовика XIV арестовал Николя Фуке.
В ночь с 10 на 11 ноября 1940 года в оккупированном Нанте герой Сопротивления 19-летний Мишель Даба поднял на одну из башен собора флаг Франции. 8 августа 1941 года он был выдан предателем, приговорён к четырём месяцам заключения, но уже 22 октября расстрелян вместе с другими нантскими заложниками после убийства в Нанте подполковника вермахта Карла Гоца.

### Утраты
Собор сильно пострадал от взрыва в одной из башен замка герцогов Бретани в 1800 году и от бомбардировки города 15 июня 1944 года. В 1972 году, во время послевоенной реставрации собора, под крышей начался сильный пожар из-за забытого рабочим паяльника. Пожар разрушил значительную часть несущих конструкций, собор был три года закрыт и затем долго реставрировался. Средневековый облик западного фасада был восстановлен к сентябрю 2008 года.
18 июля 2020 года в здании собора вновь произошёл пожар, начавшийся примерно в 7:45 утра (по предварительной версии — из-за поджога). Огонь полностью уничтожил хоры, большой орган XVII века работы Жирардо, центральную оконную розу XV века и другие витражи, а также картину ученика Энгра Ипполита Фландрена «Святой Клер, исцеляющий слепых». Начальник пожарной охраны Лоран Ферле сообщил, что этот собор получил меньший ущерб, чем Собор Парижской Богоматери во время пожара апреля 2019 года.

## Архитектура

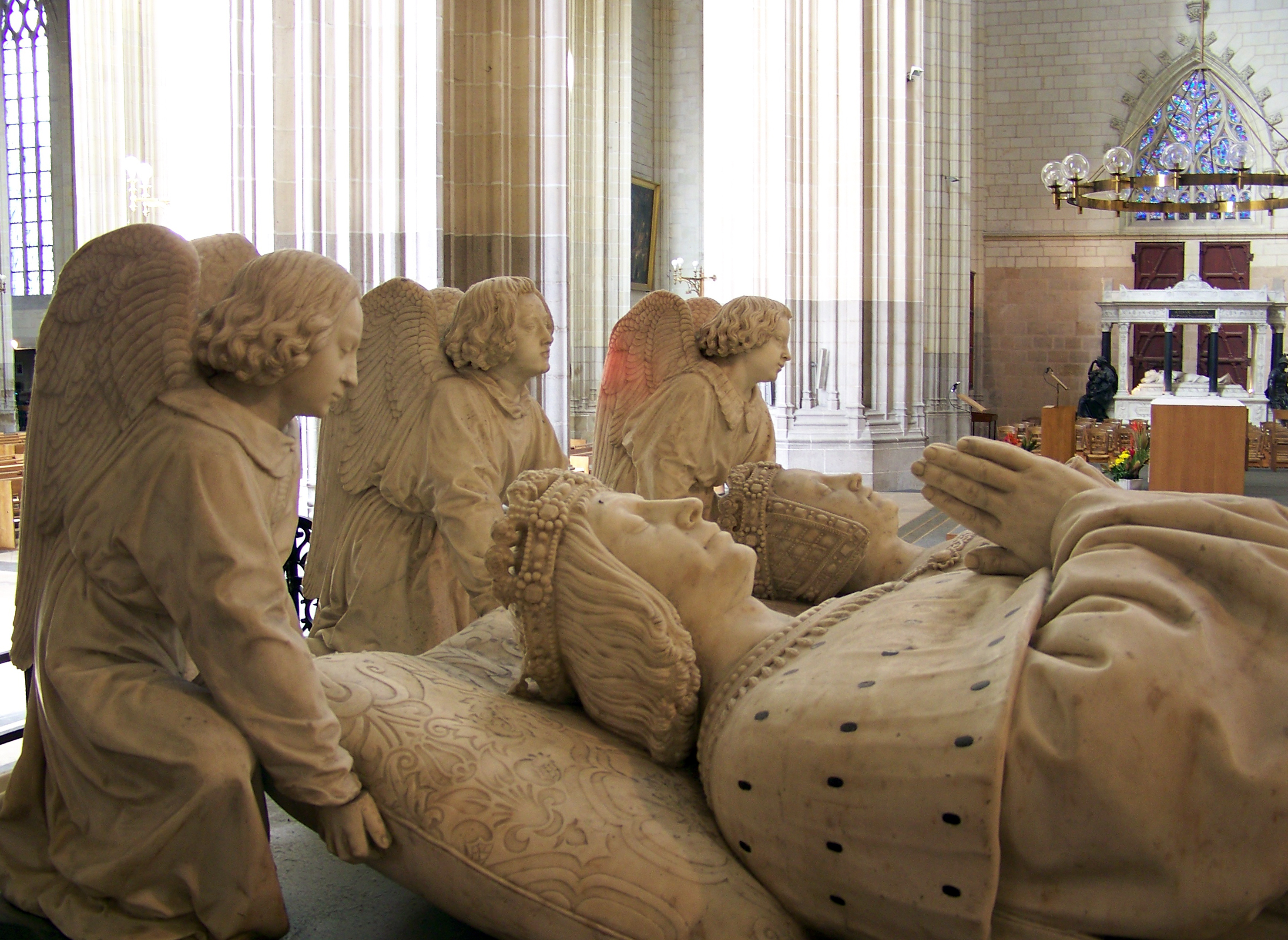
Надгробие Франциска II и Маргариты де Фуа

Высота здания — 63 метра, длина нефа — 103 метра, высота нефа под сводами — 37,5 метров. Собор имеет пять порталов, дуги богато украшены. Благодаря реставрации восстановлена первоначальная белизна туфа, которым отделаны порталы.
В соборе похоронены родители Анны Бретонской — Франциск II и Маргарита де Фуа. Их двойное надгробие, украшенное аллегорическими фигурами — один из шедевров французской скульптуры (авторы Мишель Коломб и Жан Перреаль).
Витражи, добавленные в 1978—1988 годах, были сделаны художником Жаном де Моалем.